# Ol'ga Ivanovna Preobraženskaja
Ol'ga Ivanovna Preobraženskaja, in russo Ольга Ивановна Преображенская? (Mosca, 24 luglio 1881 – Mosca, 30 ottobre 1971), è stata un'attrice e regista sovietica.

## Biografia
Dopo aver studiato recitazione al Teatro d'arte di Mosca dal 1901 al 1904, dal 1905 si esibì nei teatri di Poltava, Tbilisi, Riga, Odessa, Voronež e Mosca. Nel 1913 debuttò come attrice cinematografica nel film Le chiavi della felicità di Jakov Protazanov e Vladimir Gardin, suo marito. Divenuta rapidamente una « diva », ottenne grande successo nei film ai quali partecipò, quali Guerra e pace e Nido di nobili di Gardin. In quest'ultimo film ebbe la parte di Liza, e la rivista « Sine-fono » scrisse nella recensione che « Liza la s'immaginava proprio che ce l'ha presentata O. Preobraženskaja: triste e pensierosa, con qualcosa di monastico nello sguardo, come un presentimento del destino che l'attende ».
Ol'ga Preobraženskaja fu anche sceneggiatrice, aiuto regista di Gardin e dal 1918 fu insegnante della Prima scuola statale di cinematografia di Mosca. Diplomata nel 1923 al Teatro d'Arte di Mosca, dal 1925 riprese l'attività di regista girando tre film per bambini, La verità di Fed'ka, Kaštanka e Anja. Del 1927 è il suo film più popolare, Le donne di Rjazan', che apparve anche nelle sale italiane, mutilato dalla censura fascista, col titolo Il villaggio del peccato. Dal 1928 lavorò spesso insieme con Ivan Pravov, sceneggiando e dirigendo in particolare La città luminosa, L'ultima attrazione, Il placido Don e Il ragazzo della tajga, del 1941, che fu il suo ultimo film.
Nel 1935 fu insignita del titolo di « Artista onorata della RSFSR ».

## Filmografia

### Interpretazioni
- 1924. Slesar' i kancler (Слесарь и канцлер, Il fabbro e il cancelliere)
- 1919. Želesnaja pjata (Железная пята, Il tallone di ferro)
- 1918. Tok ljubvi (Ток любви, La corrente dell'amore)
- 1916. Č'ja bina? (Чья вина?, Di chi è la colpa?
- 1916. Omut (Омут, Vortice)
- 1916. Belikaja strast' (Великая страсть, Una grande passione)
- 1915. Privalovskie milliony (Приваловские миллионы, I milioni dei Privalov)
- 1915. Plebej (Плебей, Plebei)
- 1915. Peterburgskie truščoby (Петербургские трущобы, I tuguri di Pietroburgo)
- 1915. Nakanune (Накануне, Alla vigilia)
- 1915. Granatovyj braslet (Гранатовый браслет, Il bracciale di granata)
- 1915. Vojna i mir (Война и мир, Guerra e pace)
- 1914. Maska smerti (Маска смерти, La maschera della morte)
- 1914. Dvorjanskoe gnezdo (Дворянское гнездо, Nido di nobili)
- 1914. Gneb Dionisa (Гнев Диониса, L'ira di Dioniso)
- 1913. Ključi sčastv'ja (Ключи счастья, Le chiavi della felicità)

### Sceneggiature
- 1939. Stepan Razin' (Степан Разинь)
- 1928. Svetlyj gorod (Светлый город, La città luminosa)
- 1927. Anja (Аня)
- 1926. Kaštanka (Каштанка)
- 1916. Baryšnja-krest'janka (Барышня-крестьянка, La signorina-contadina)

### Regie
- 1941 Paren' iz tajgi (Парень из тайги, Il ragazzo della tajga)
- 1939 Stepan Razin' (Степан Разинь)
- 1935 Vraž'i tropy (Вражьи тропы, Sentieri maledetti)
- 1933 Odna radost' (Одна радость, Una gioia)
- 1930 Il placido Don (Тихий Дон, Tichij Don)
- 1929 L'ultima attrazione (Последний аттракцион, Poslednij attrakcion)
- 1928 Svetlyj gorod (Светлый город, La città luminosa)
- 1927 Il villaggio del peccato (Бабы рязанские, Baby rjazanskie, anche titolato Le donne di Rjazan')
- 1927 Anja (Аня)
- 1926 Kaštanka (Каштанка)
- 1925 Fed'kina pravda (Федькина правда, La verità di Fed'ka)
- 1923 Pomeščik (Помещик, Il proprietario terriero)
- 1919 Żeleznaja pjata (Железная пята, Il tallone di ferro)
- 1917 Viktorija (Виктория, Vittoria)
- 1916 La signorina-contadina (Барышня-крестьянка, Baryšnja-krest'janka)